# Lazarus
A Lazarus olyan többplatformos (Windows, Linux, Mac OS) objektumorientált gyors alkalmazásfejlesztő eszköz (RAD) Pascal nyelvhez, amelynek célja, hogy nyílt forrású, szabadon terjeszthető, ingyenes alternatívát kínáljon a Delphi rendszerrel szemben. 

## A Lazarus fejlesztésének célkitűzései
Írd meg egyszer, fordítsd le bárhol.
A fejlesztők a nyílt forrású Free Pascal fordítóra alapozva kívánnak folyamatos fejlesztéssel egy olyan eszközt létrehozni, mely alkalmas Delphi alatt nagy számban létező fejlesztői könyvtárak és szoftverek felhasználására, újrafordítására. Mindezt keresztplatformos lehetőségekkel, tehát például Windows alatt Linux-szoftvereket készítve vagy éppen fordítva. Az ilyen eszközzel a fejlesztők könnyen, minden további munka nélkül hozhatnak létre több operációs rendszer alatt is közzétehető szoftvereket és a korábban készült szoftverek is könnyen vihetők át más operációs rendszer alá, amennyiben nem használnak platformfüggő szolgáltatásokat. A Lazarus egy integrált grafikus fejlesztő környezetet (IDE) hoz létre a parancssoros Free Pascal fordító felett. A Lazarus fejlesztése folyamatos, számos fejlesztő dolgozik a minél teljesebb Delphi-kompatibilitás és a kiterjedt szoftverfunkciók megvalósításán.

## Története
A Lazarus fejlesztése 1999-ben indult a megszűnt Megido projekt alapjain. A nevét a bibliai Lázárról (angolul: Lazarus) kapta, akit Jézus feltámasztott, utalva ezzel arra, hogy a Lazarus a Megido projekt feltámasztása.
A Lazarus fejlesztését Cliff Baeseman, Shane Miller és Michael A. Hess indították el, azonban ők már elhagyták a fejlesztőcsapatot.

## A Lazarus használata
A fejlesztői eszköz módosított GPL licenc alatt szabadon felhasználható és terjeszthető. Számos Linux-disztribúcióban is megtalálható. A Lazarus rendszerrel szabadon készített programok akár szabad, akár kereskedelmi licenccel terjeszthetőek, a VCL könyvtárak kódját azonban mellékelni kell.
A megírt kód bármely támogatott platformon lefordítható, az összes elterjedtebb processzort és operációs rendszert támogatja, ide értve a natív Java byte kódot is.